# Idiostatus
Idiostatus là một chi côn trùng thuộc họ Tettigoniidae. Chi này có các loài sau:
- Idiostatus middlekaufi